# Бідин
Бі́дин — село в Україні, у Талалаївській сільській громаді Ніжинського району Чернігівської області. Населення становить 31 осіб. До 2019 орган місцевого самоврядування — Безуглівська сільська рада.

## Історія
На карті Шуберта 1869 року — хутір Біда. У 1901 році — х. Бідин Талалаївської волості (23 жителі). Станом на 1924 рік — хутір Біди (7 господарств, 22 жителя) Ніжинського району.